# Ford Taunus P2
La Ford Taunus 17 M est une berline familiale de taille moyenne produite par Ford Allemagne entre août 1957 et août 1960. Le nom Taunus 17M a également été appliqué aux modèles Ford suivants, raison pour laquelle la voiture est généralement identifiée, rétrospectivement, en tant que Ford Taunus P2. C'était la deuxième Ford allemande nouvellement conçue à être lancée après la Seconde Guerre mondiale, et pour cette raison, elle était depuis sa création connue au sein de la société sous le nom de Ford Project 2 (P2) ou de Ford Taunus P2.
En raison de son style inhabituellement flamboyant, la première 17M a également acquis divers sobriquets descriptifs dont "Barocktaunus" qui est probablement, aujourd'hui, le plus utilisé. Elle concurrençait notamment les Opel Rekord P I, également introduites en 1957 et remplacées en 1960.
Au cours d'une production de trois ans, 239 978 Taunus P2 ont été fabriquées.

## Développement et lancement
Les premiers croquis de la nouvelle berline de classe moyenne de Ford datent de début 1955. À l'origine, il était prévu que la voiture soit propulsée par le moteur OHV de 1 498 cm3 installé dans la Taunus 15M qui a été mis en vente la même année. Cependant, la conception de la carrosserie est rapidement devenue trop grande et trop lourde pour l'unité 1 498 cm3 de 55 PS (40 kW; 54 ch), et la société a donc développé une version du moteur alésée à 1 698 cm3, produisant maintenant 60 PS (44 kW ; 59 ch).
À la fin de l'été 1957, de manière mémorable, la voiture a été lancée dans un restaurant haut de gamme de Cologne par la chanteuse Gitta Lind. Le style de chant de Lind n’était pas très populaire dans la plupart des États-Unis ou du Royaume-Uni, où elle peut être surtout remarquable en tant que petite nièce du professeur de piano de Beethoven. Le talent de composition de la chanteuse était exposé avec la chanson qu’elle a écrite pour l’occasion, intitulée « Fahren auch Sie den neuen Taunus 17M » (« Vous aussi devriez conduire la nouvelle Taunus 17M »). Le mois suivant, la Ford Taunus 17M elle-même est apparue comme l'une des stars du salon de l'automobile de Francfort.

### Déclarations de mode

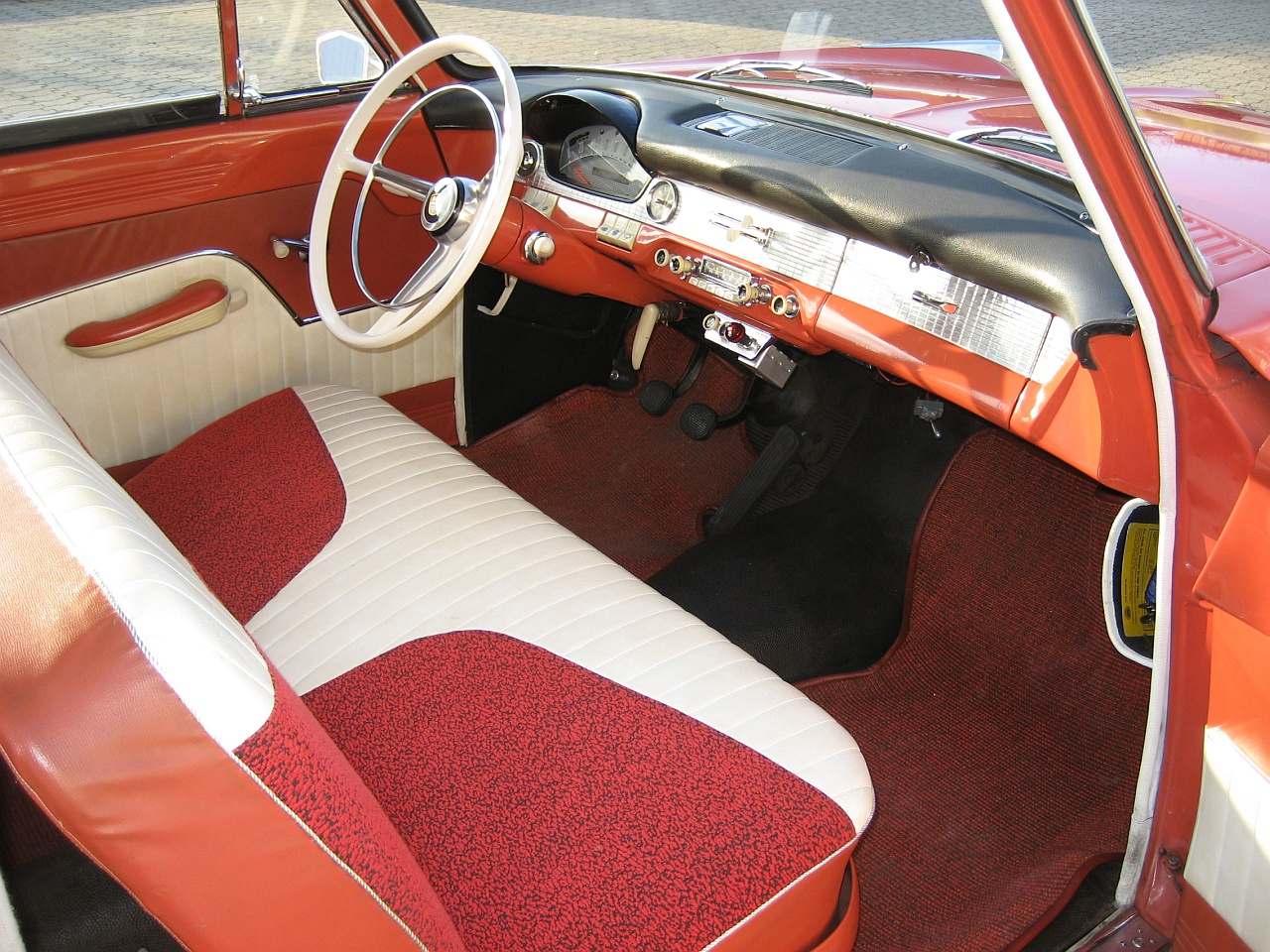
Intérieur.

En plus de l'insulte "baroque" relativement douce, la nouvelle voiture de poids moyen de Ford a rapidement gagnée d'autres noms informels comme "Gelsenkirchener Barock" et "Fliegender Teppich" (Tapis volant). Gelsenkirchener Baroque, un terme fréquemment appliqué à la Taunus P2 dans les revues de presse, était un style plus généralement associé aux meubles lourds de l'Empire allemand nouvellement confiant pendant les dernières décennies du XIXe siècle. Le style, qui contrastait avec le fonctionnalisme sans compromis généralement associé au design allemand au cours des dernières décennies, a connu un bref renouveau dans les années 1950. Les constructeurs automobiles concurrents de cette époque ont également imité des éléments de style américains, utilisant de grandes quantités de chrome sur la carrosserie et incorporant des ailerons exagérés, mais en 1957, il était néanmoins difficile de trouver une Borgward ou une Opel décorée avec autant de chrome, ni avec des ailerons arrière plus longs ou plus grands que ceux de la Ford Taunus P2. Les « marqueurs » tranchants au sommet des quatre ailes de la voiture conféraient néanmoins un avantage pratique en permettant de déterminer très facilement, depuis le siège du conducteur, où la voiture s'arrêtait.

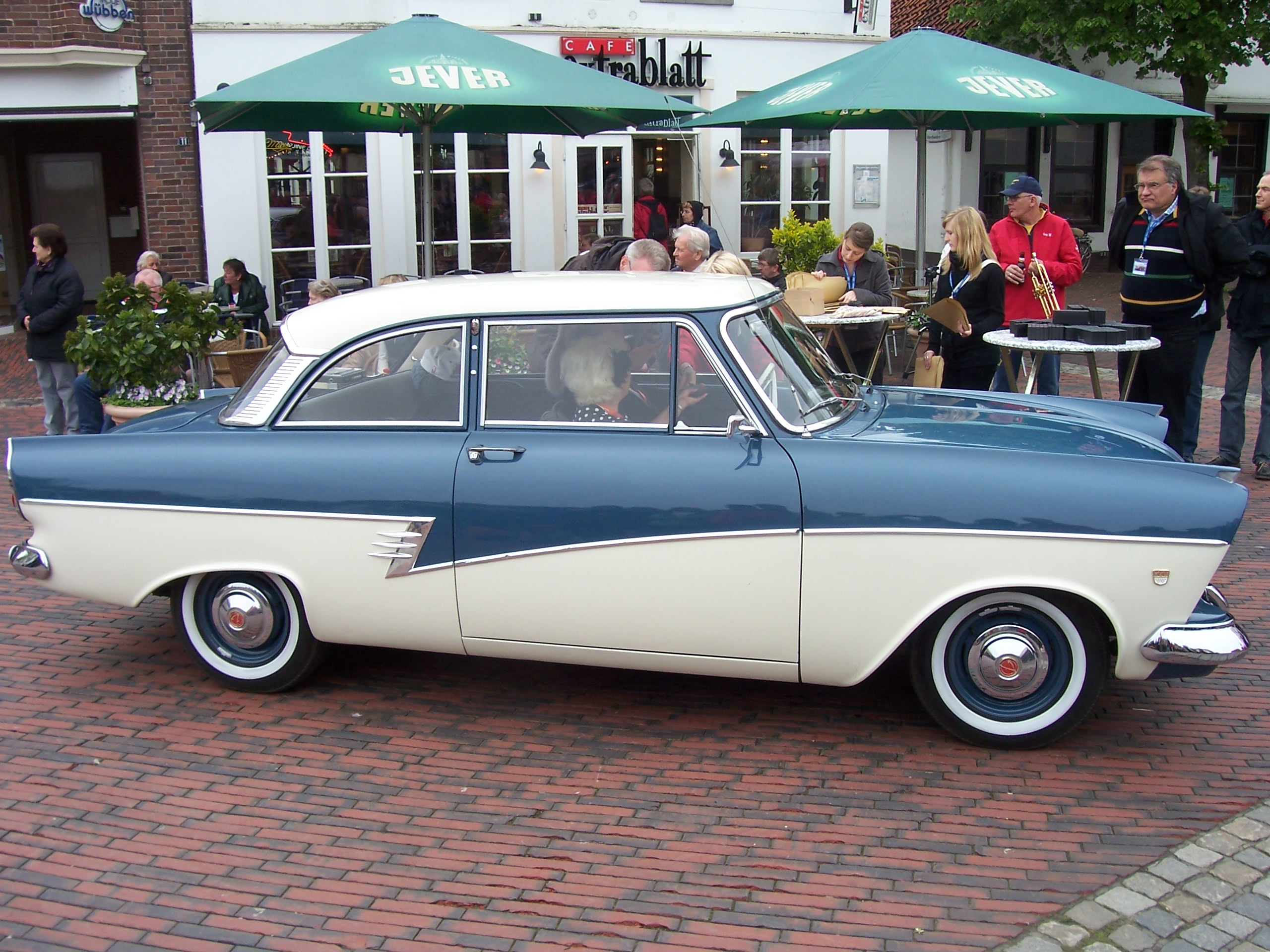
Ford Taunus 2 portes de 1958.

Pour les acheteurs qui trouvaient la Ford Taunus 17M standard trop restreinte, Ford proposait la Taunus 17M Deluxe: cela offrait une finition de peinture bicolore, un intérieur rehaussé de revêtements de style Brocart, un volant exceptionnellement élégant, un tachymètre en forme de rein et encore plus de chrome à l'extérieur sur la carrosserie. Plus de cinquante ans plus tard, la Taunus P2 est devenue très rare, et les exemplaires survivants ont tendance à être de ces versions Deluxe.
Le sobriquet « tapis volant » semble avoir été la réponse d'un conducteur passionné par les tentatives de l'entreprise pour donner à la voiture des caractéristiques de conduite et de tenue de route à la mesure de sa carrosserie flamboyante, calquée sur les grosses voitures nord-américaines de l'époque, pays associé à des routes plus droites, plus larges et plus uniformes que celles couramment rencontrées en Europe à l'époque ou même aujourd'hui. La voiture était principalement inspirée de la Ford de 1955, en particulier la version Deluxe qui avait le même style que son homologue américaine.

### La connexion française et la suspension avant
La Taunus P2 semble avoir été développée en étroite collaboration avec Ford France, et elle ressemblait étroitement au modèle Vedette de cette société qui a elle-même émergée avec des ailerons arrière élargis en 1957. Cependant, en 1954, Ford avait vendu une participation majoritaire de son opération française sujette à la grève à Simca, et bien que Ford ait conservé une participation minoritaire dans l'entreprise Simca jusqu'en 1958, la cousine française de la P2, bien qu'ayant été développée lorsque l'entreprise était sous contrôle de Ford, était dans la plupart des marchés badgée Simca.

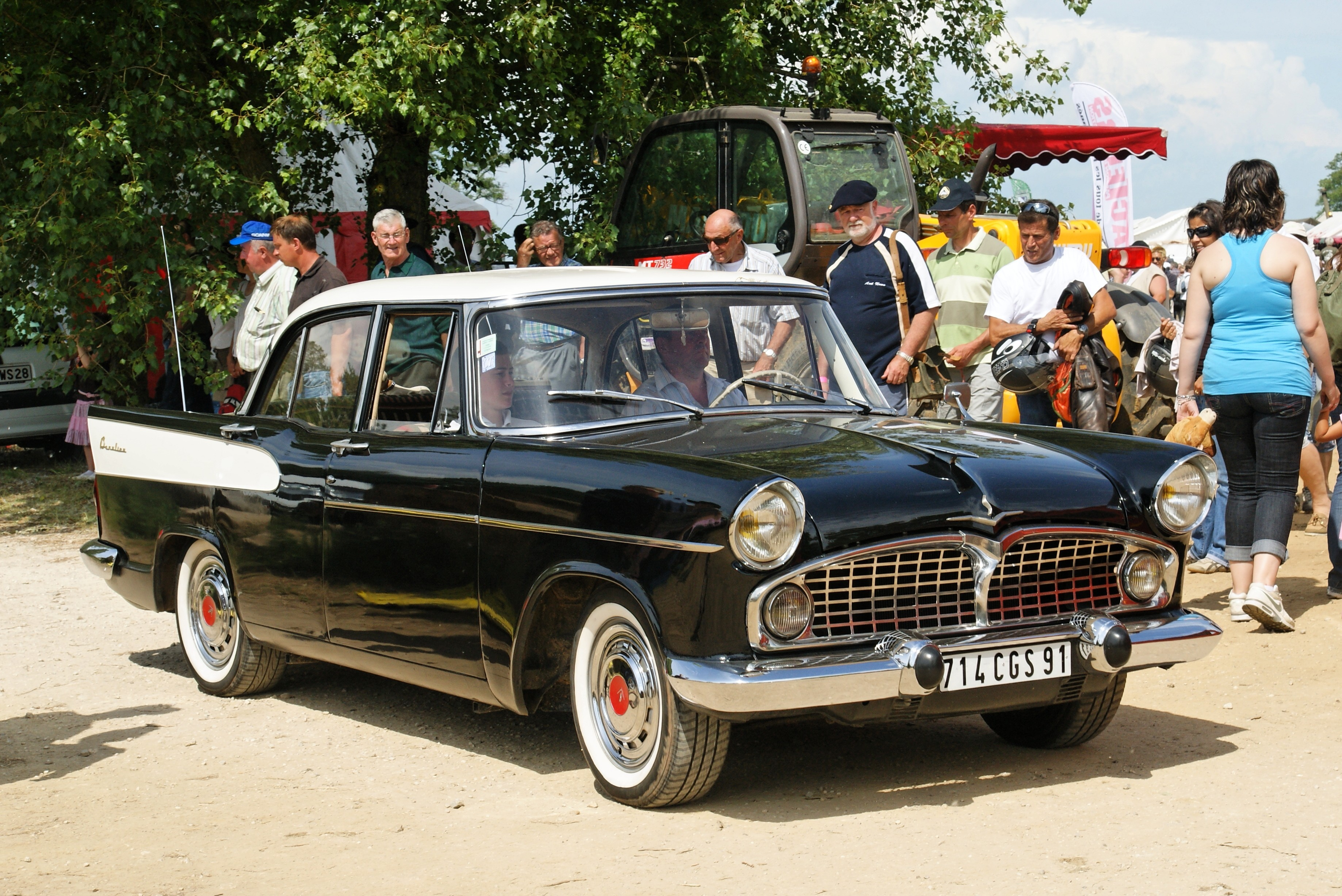
Simca Vedette.

La Vedette avait été la pionnière d'un système de suspension avant indépendant qui impliquait l'incorporation d'un amortisseur rempli d'huile dans un ressort d'une manière destinée à amortir le mouvement vertical excessivement rapide d'un simple ressort en acier. L'unité résultante est devenue plus tard connue sous le nom de jambe de force MacPherson, et à partir de 1951 avec la Ford Consul britannique, Ford les a adaptées à de nombreux modèles grand public produits par leurs usines allemandes et britanniques. La Taunus P2 de 1957 a été la première voiture de Ford Allemagne à présenter une configuration de suspension avant utilisant des jambes de force MacPherson. L'agencement des jambes de force MacPherson deviendrait connu pour combiner une bonne tenue de route et un bon confort des passagers pour un coût relativement faible, mais les réglages de l'amortisseur de la Taunus Baroque doivent néanmoins avoir contribué à son titre de « Tapis volant », décerné de manière informelle

### Carrosseries

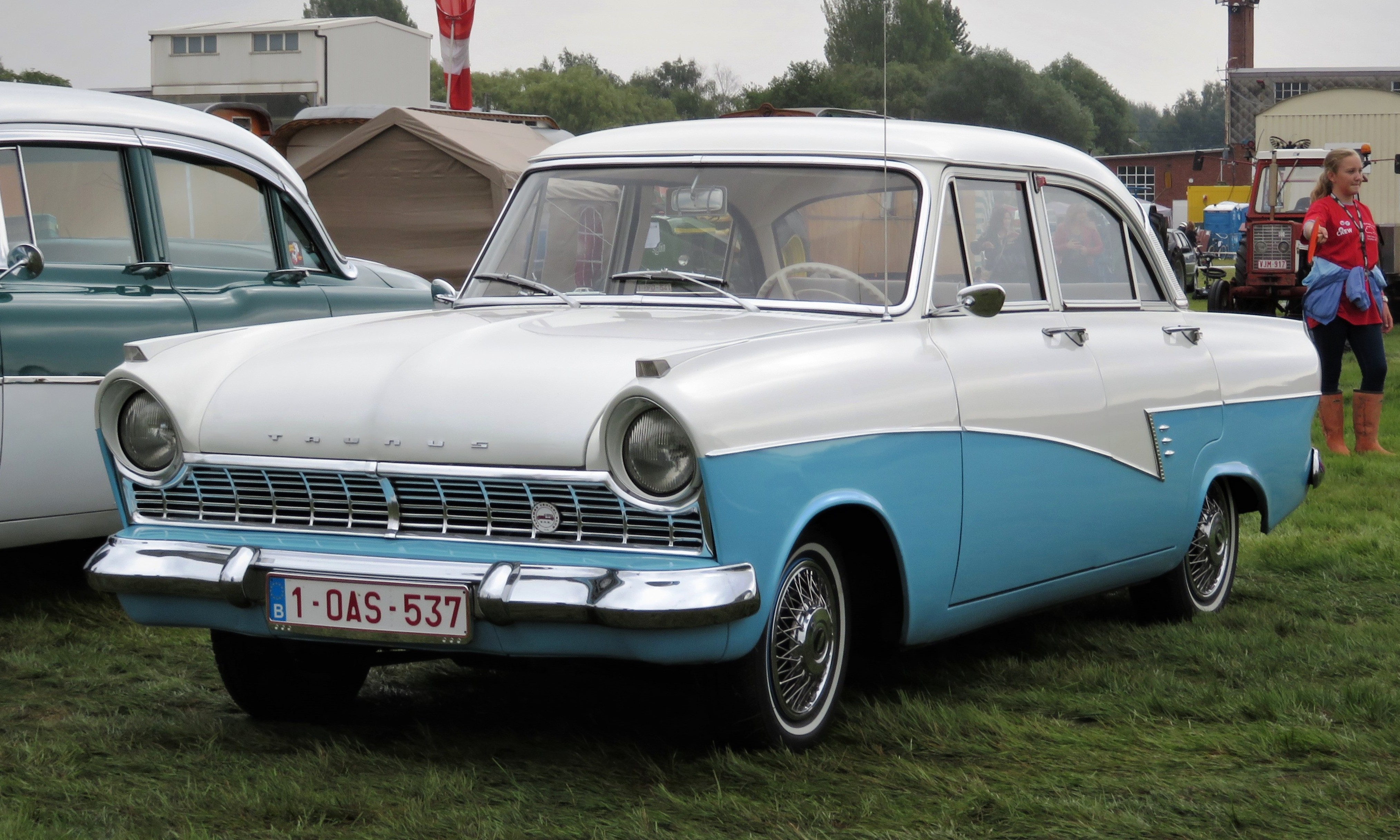
Taunus 17M quatre portes en Belgique.

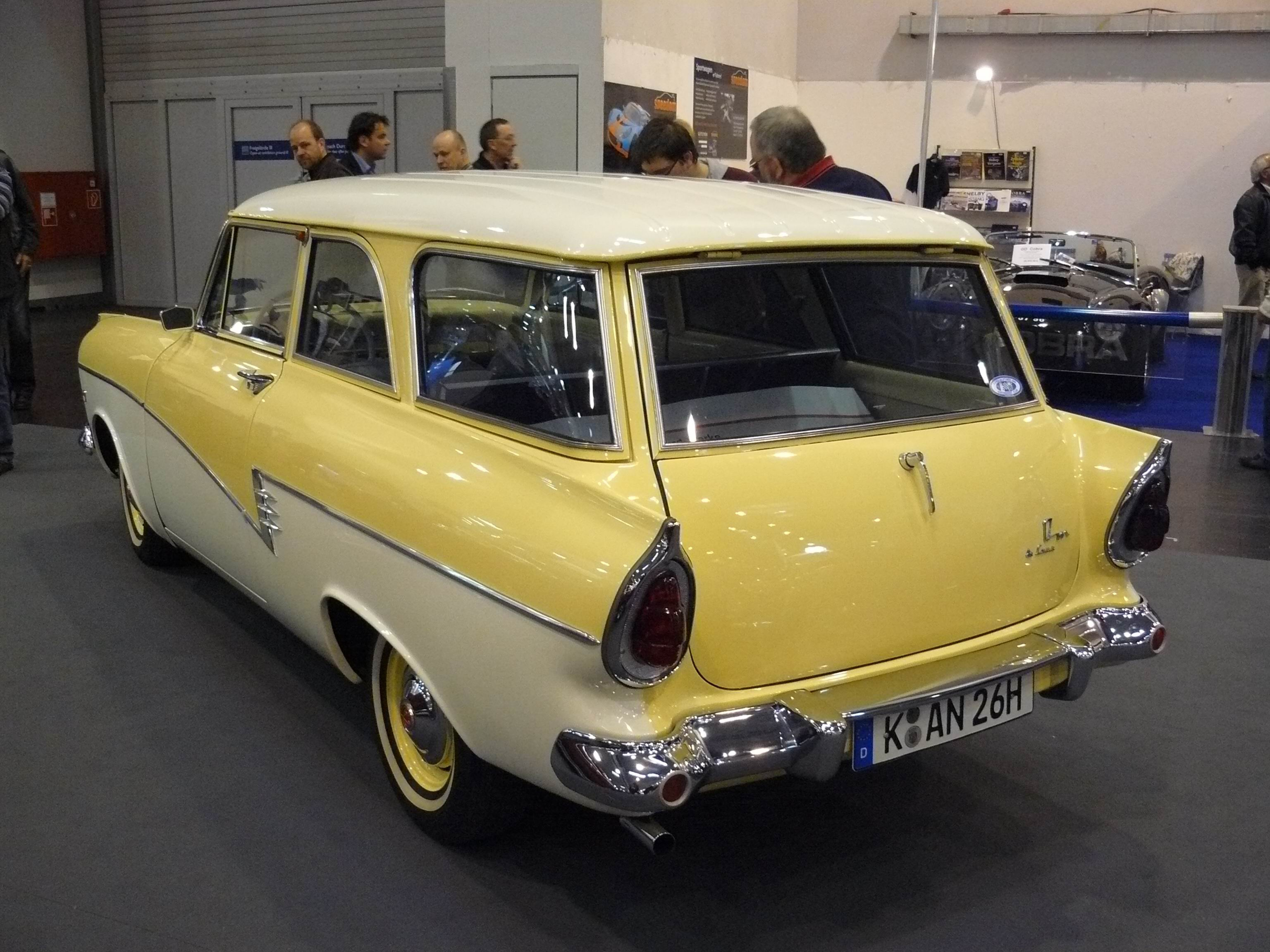
Break 1958.

La P2 était une berline deux ou quatre portes. Un break trois portes était également proposé ainsi qu'une fourgonnette, qui était en fait un break avec les vitres latérales derrière les montants B remplacées par des panneaux en acier. La version Deluxe était désignée par la lettre «L» tandis que les lettres « CL » étaient réservées au cabriolet deux portes qui était le résultat d'une conversion effectuée par le carrossier traditionnel de Cologne, Karl Deutsch GmbH.
Rétrospectivement, l'inclusion dans la gamme d'une berline quatre portes ne semble pas surprenante. Cependant, le marché ouest-allemand, contrairement aux marchés français et britannique, avait encore plus d'appétit pour les berlines deux portes dans cette catégorie. La Borgward Isabella berline de l'époque n'a jamais été proposée avec plus de deux portes, et les Taunus 17M deux portes de l'époque semblent avoir confortablement dépassé les versions quatre portes.

### Lifting de 1959
Après la fermeture estivale annuelle de 1959, la Taunus P2 a reçu un petit lifting à temps pour l'année modèle 1960 qui serait sa dernière année de production. La ligne de toit a été aplatie, réduisant la hauteur de la voiture de 3 cm (plus d'un pouce). Les décorations chromées sur la carrosserie de la voiture ont été réarrangées. L'un des résultats de cela était que le modèle de base affichait désormais la même calandre que le modèle Deluxe. Sur une note plus pratique, les acheteurs payant un supplément pour la transmission à quatre vitesses profitaient désormais de la synchronisation sur les quatre vitesses. Sous le capot, le modèle de septembre 1959 a vu l'introduction d'une culasse redessinée et une légère augmentation du taux de compression. Il n'y a eu aucun changement dans la puissance de sortie indiquée ou de la vitesse de pointe résultant de cela, mais il y a eu une réduction de 5% de la consommation de carburant.
- 1957 16,520
- 1958 81,133
- 1959 77,508
- 1960 61,372

La plupart des voitures produites étaient des berlines, mais le total de 239 978 comprenait également 45 468 voitures à carrosserie break et (évidemment non inclus dans ces données) plus de 3 000 cabriolets, convertis à partir de berlines par le carrossier Karl Deutsch, basé à Cologne.

### Remplacement en 1960
En 1960, la Taunus Baroque a été remplacée par la Taunus Baignoire (Badewanne). L’application de noms affectueusement irrespectueux pour les modèles allemands de Ford semble désormais être devenue une habitude pour la presse allemande. Selon les propres nomenclatures de l’entreprise, 1960 a été l’année où la Ford Taunus P2 a été remplacée par la Ford Taunus P3.

### Commercialisation
Entre 1957 et 1960, Ford a produit 239 978 Taunus P2. 45 468 d'entre eux étaient des breaks. Cela a donné un coup de pouce bienvenu à la part de marché domestique de la société à un moment où son seul autre modèle grand public, la Ford Taunus P1, accusait un retard important sur le marché.
Cependant, au cours de la même période de trois ans, Opel a produit 817 003 modèles de sa Opel Olympia Rekord qui concourait presque dans la même catégorie. Venir en deuxième position derrière General Motors sur les segments de marché à fort volume en Allemagne de l'Ouest (qui allait bientôt devenir le plus grand marché automobile national d'Europe) est devenu une habitude que Ford aurait du mal à briser dans les décennies suivantes.

### Réputation
À peu près au moment où la Taunus P2 a été remplacée par la Taunus P3, les ailerons arrière sont brusquement tombés de mode, même aux États-Unis qui étaient généralement considérés comme le pays qui les avait inventés. La Taunus Baroque avait suscitée des commentaires négatifs pour son style tarabiscoté, même en production, et le design moderne et épuré façonné par le nouveau gourou du style de Ford, Uwe Bahnsen, pour la P3 invitait des comparaisons défavorables entre les anciens et les nouveaux modèles. Les valeurs de seconde main pour la P2 n'ont jamais été fortes, et cela s'est combiné avec une protection anti-rouille inadéquate pour s'assurer que peu de voitures survivent assez longtemps pour acquérir le « statut oldtimer ».
Cinquante ans plus tard, la rareté de la voiture et son style des années 1950 suscitent des réactions plus positives, du moins chez les passionnés prêts à surmonter la pénurie aiguë de pièces de rechange prêtes à l'emploi pour la voiture.